# Hampe de drapeau de Douchanbé
La hampe de drapeau de Douchanbé est un mât de drapeau situé en face du palais de la Nation à Douchanbé, capitale du Tadjikistan. De 2011 à 2014, elle est la hampe autoporteuse la plus élevée au monde, atteignant une hauteur de 165 mètres,.

## Présentation
Avec sa hauteur de 165 mètres, le mât est le troisième plus haut du monde, derrière celui situé à Djeddah en Arabie saoudite qui culmine à 171 mètres et celui du Caire haut de 201 mètres et devant celui de la place du drapeau national de Bakou, en Azerbaïdjan, s'élevant à 162 mètres. Il arbore un drapeau du Tadjikistan pesant 700 kilos et mesurant 30 mètres sur 60.

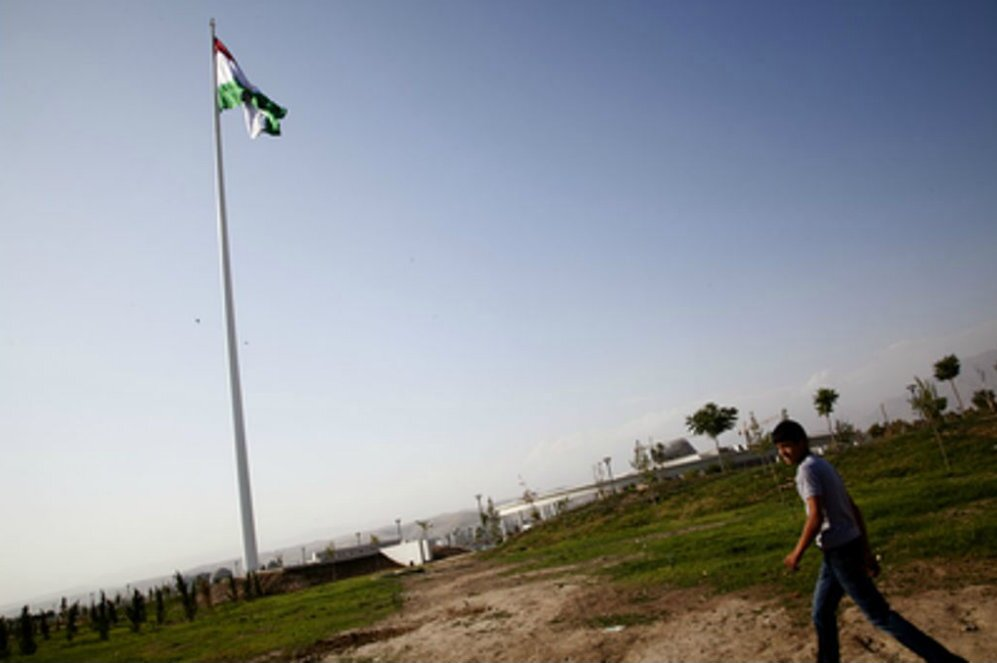
La hampe, vue du sol

## Construction
La hampe se compose de tubes en acier de 12 mètres assemblés à l'aide d'une grue. Elle a été construite et érigée par Trident Support, société établie à San Diego qui avait fabriqué le mât de la place du drapeau national de Bakou, en Azerbaïdjan, en 2010.
La phase de conception de la hampe débuta en juillet 2009. La fabrication des tubes eut lieu à Doubaï en octobre 2010. Les tubes furent ensuite expédiés à Douchanbé, où la construction de la hampe débuta le 24 novembre 2010, jour du Drapeau national du Tadjikistan. L'assemblage final et l'érection de la hampe eurent lieu en avril et en mai 2011, et le premier lever d'essai du drapeau du Tadjikistan eut lieu le 24 mai 2011.
La hampe de drapeau a coûté 3,5 millions de dollars sur les 210 millions consacrés aux travaux visant à célébrer le vingtième anniversaire de l'indépendance du Tadjikistan.